# Sphenomorphus crassus
Espèce
Synonymes
- Sphenomorphus crassa Inger, Lian, Lakim & Yambun, 2001

Sphenomorphus crassus est une espèce de sauriens de la famille des Scincidae.

## Répartition
Cette espèce est endémique du Sabah en Malaisie orientale.

## Étymologie
Le nom spécifique crassus vient du latin crassus, gros, épais, lourd, en référence à l'aspect de ce saurien.

## Publication originale
- Inger, Lian, Lakim & Yambun, 2001 : New species of the lizard genus Sphenomorphus (Lacertilia: Scincidae), with notes on ecological and geographic distribution of species in Sabah, Malaysia. Raffles Bulletin of Zoology, vol. 49, no 2, p. 181-189 (texte intégral).